# Un aereo senza di lei
Un aereo senza di lei (Un avion sans elle) è un romanzo giallo del 2012 di Michel Bussi. Tradotto in diciotto lingue, è stato pubblicato in lingua italiana da Mondadori nel 2014.

## Trama
Un aereo da Istanbul a Parigi si schianta nel Giura nel dicembre 1980. Soltanto una neonata di tre mesi, trovata vicino alla carlinga, è sopravvissuta. Ma due neonate erano a bordo, insieme ai loro rispettivi genitori: Lyse-Rose de Carville, nata il 27 settembre da una famiglia ricca della regione parigina, ed Emilie Vitral, nata il 30 settembre da una modesta famiglia di Dieppe (Normandia). Tutti e quattro i genitori sono morti nell'incidente e le autorità francesi non sono sicure dell'identità della bambina e devono decidere a chi affidare la neonata: ai nonni di Emilie o a quelli di Lyse-Rose? Inizialmente la piccola viene affidata alla famiglia Vitral, ma i de Carville non si danno per vinto e ingaggiano un investigatore privato, Crédule Grand-Duc, che per 18 anni cerca la verità. E quando finalmente la trova, la consegna alla ragazza ormai maggiorenne.

## Edizioni in italiano
- Michel Bussi, Un aereo senza di lei, Mondolibri, Milano 2014
- Michel Bussi, Un aereo senza di lei, traduzione di Vittoria Vassallo, Mondadori, Milano 2014
- Michel Bussi, Un aereo senza di lei, traduzione di Vittoria Vassallo, GEDI, Roma 2018

## Adattamento televisivo
Dal romanzo, nel 2019 è stata tratta la serie televisiva Un avion sans elle, diretta da Jean-Marc Rudniki.